# Лаковица лаковая
Ла́ковица ла́ковая, или ро́зовая (лат. Laccaria laccata) — гриб из рода Лаковица (Laccaria) семейства Гиднангиевые. Растёт в лесах на влажной почве.

## Описание
Шляпка до 5 см диаметром, выпуклая, в центре с впадиной, неправильно округлая, с гигрофанным краем, мелкочешуйчатая или шероховатая, розовомясного или жёлто-рыжеватого цвета, позже выцветает и становится белёсой. Пластинки приросшие или слабонисходящие, толстые, широкие, восковидные, с белым мучнистым налётом. Ножка тонкая, ровная, одного цвета со шляпкой, просвечивается. Споровый порошок белый.

## Съедобность
Гриб съедобен.